# Ґерлатово
Ґерлатово (пол. Gierłatowo) — село в Польщі, у гміні Некля Вжесінського повіту Великопольського воєводства.
Населення — 137 осіб (2011).
У 1975-1998 роках село належало до Познанського воєводства.

## Демографія
Демографічна структура станом на 31 березня 2011 року:
|          | Загалом | Допрацездатний вік | Працездатний вік | Постпрацездатний вік |
| -------- | ------- | ------------------ | ---------------- | -------------------- |
| Чоловіки | 67      | 9                  | 53               | 5                    |
| Жінки    | 70      | 8                  | 40               | 22                   |
| Разом    | 137     | 17                 | 93               | 27                   |